# AGSM Verona F.C. Grezzana 2013-2014
Questa voce raccoglie le informazioni riguardanti l'Associazione Sportiva Dilettantistica AGSM Verona F.C. Grezzana nelle competizioni ufficiali della stagione 2013-2014.

## Stagione
La stagione della squadra veronese si apre con una importante svolta societaria: nell'estate 2013 viene annunciato il cambio di ragione sociale della società, da Associazione Sportiva Dilettantistica Bardolino Verona Calcio Femminile ad Associazione Sportiva Dilettantistica AGSM Verona F.C. Grezzana, frutto di una fusione con l'A.S.D. Atletico Grezzana C5, e che quindi vede affiancare l'attività sportiva storica nel calcio femminile a 11 a quello di calcio a 5. Viene così a cessare ogni riferimento alla sede, Bardolino, dell'originaria squadra, con il comune di Verona che assegna alla società lo Stadio Aldo Olivieri quale principale squadra femminile cittadina. Anche a livello dirigenziale la presidenza viene assegnata a Luca Scipioni, avvicendandosi al precedente presidente Mario Arieti, mentre quella tecnica è sempre sotto la guida di Renato Longega.
La squadra vede diverse giocatrici lasciare i colori gialloblù, tra cui il difensore Marina Toscano Aggio, tornata in Brasile, e le centrocampiste Carolina Pini e Tatiana Zorri che decidono di terminare l'attività agonistica, mentre tra gli arrivi durante il calciomercato estivo sono il difensore Cecilia Salvai, tornata nel campionato italiano dopo una stagione in Svizzera con il Rapid Lugano, e le centrocampiste Naila Ramera, in arrivo dal Fiamma Monza e l'italostatunitense Veronica Napoli con un passato sia in patria sia nel campionato finlandese.

## Divise e sponsor
L'accordo con lo sponsor tecnico Ferro Sport, azienda veronese nota per fornire abbigliamento sportivo a numerose società dilettantistiche, introduce per la prima volta nella storia della società una tenuta personalizzata. La prima divisa si presenta interamente gialla, con maglia che presenta un grande scollo a V e bordi delle maniche in blu marino, e dove sono collocati sulla manica destra il simbolo della scala, omaggio alla storica famiglia Della Scala e legato a Verona che ne ha fatto il suo simbolo distintivo, sul retro il nome della città in carattere corsivo, mentre sul petto compare il logo dello sponsor principale, AGSM Verona, società multiservizi con sede nel capoluogo che opera principalmente nel campo della produzione e distribuzione di energia elettrica e gas. La seconda tenuta ripropone il tema della prima ma a colori invertiti, ovvero con tenuta blu marino con dettagli in giallo.
|  | 1ª divisa |  | 2ª divisa |

## Organigramma societario
Staff dirigenziale
- Presidente: Luca Scipioni

Area tecnica
- Allenatore: Renato Longega
- Medico sociale: Michele Merlini
- Preparatore atletico: Oscar Berti
- Preparatore portieri: Fabiana Comin
- Massaggiatore: Domenico Perricone
- Massaggiatore: Barbara Vantini
- Magazziniere: Vittorio Tognazzi
- Magazziniere: Giancarlo Banfi

### Rosa
Rosa, numerazione e ruoli, tratti dal sito ufficiale della società, sono aggiornati al 3 aprile 2014.
| N. |                        | Ruolo | Calciatrice         |
| -- | ---------------------- | ----- | ------------------- |
| 1  | Svezia (bandiera)      | P     | Stéphanie Öhrström  |
| 2  | Italia (bandiera)      | D     | Claudia Squizzato   |
| 3  | Italia (bandiera)      | D     | Michela Ledri       |
| 4  | Italia (bandiera)      | C     | Naila Ramera        |
| 5  | Svezia (bandiera)      | D     | Maria Karlsson      |
| 6  | Italia (bandiera)      | D     | Federica Di Criscio |
| 7  | Italia (bandiera)      | C     | Silvia Toselli      |
| 8  | Italia (bandiera)      | A     | Melania Gabbiadini  |
| 9  | Canada (bandiera)      | C     | Alyssa Lagonia      |
| 10 | Italia (bandiera)      | A     | Marta Mason         |
| 11 | Stati Uniti (bandiera) | C     | Veronica Napoli     |

| N. |                   | Ruolo | Calciatrice        |
| -- | ----------------- | ----- | ------------------ |
| 12 | Italia (bandiera) | P     | Paola Bianchi      |
| 13 | Italia (bandiera) | A     | Lisa Dal Bianco    |
| 14 | Italia (bandiera) | C     | Silvia Monese      |
| 15 | Italia (bandiera) | D     | Veronica Belfanti  |
| 16 | Italia (bandiera) | A     | Martina Battocchio |
| 17 | Italia (bandiera) | C     | Carlotta Baldo     |
| 18 | Italia (bandiera) | D     | Desirè Marconi     |
| 19 | Italia (bandiera) | A     | Martina Gelmetti   |
| 20 | Italia (bandiera) | D     | Cecilia Salvai     |
| 21 | Italia (bandiera) | A     | Silvia Arietti     |
| ?? | Italia (bandiera) | D     | Aurora Dellera     |

## Calciomercato

### Sessione estiva
| Acquisti | Acquisti        | Acquisti            | Acquisti   |
| R.       | Nome            | da                  | Modalità   |
| -------- | --------------- | ------------------- | ---------- |
| P        | Paola Bianchi   | Fortitudo Mozzecane | definitivo |
| D        | Cecilia Salvai  | Rapid Lugano        | definitivo |
| C        | Veronica Napoli |                     | definitivo |
| C        | Naila Ramera    | Fiamma Monza        | definitivo |

| Cessioni | Cessioni                  | Cessioni           | Cessioni      |
| R.       | Nome                      | da                 | Modalità      |
| -------- | ------------------------- | ------------------ | ------------- |
| P        | Sabrina Tasselli          | Riviera di Romagna | definitivo    |
| D        | Elena Maffezzoni          |                    | definitivo    |
| D        | Marina Toscano Aggio      |                    | definitivo    |
| C        | Marta Carissimi           |                    | definitivo    |
| C        | Cristiana Girelli         | Brescia            | definitivo    |
| C        | Carolina Pini             |                    | fine carriera |
| C        | Tatiana Zorri             |                    | fine carriera |
| A        | Mirella Cappelloni        | Franciacorta       | definitivo    |
| A        | Valentina Patrizia Maceri |                    | definitivo    |

## Risultati

### Serie A

#### Girone di andata
| Arbitro: | Alessandro Maninetti (Lovere) |

|                         |           |                                 |
| Mazzola 16’ Clerici 65’ | Marcatori | 73’ (rig.) Gabbiadini 87’ Mason |

| Arbitro: | Marco Ceolin (Treviso) |

|                                              |           |  |
| Mason 2’, 15’, 43’ Napoli 11’ Gabbiadini 79’ | Marcatori |  |

| Arbitro: | Alessio Clerico (Torino) |

|  |           |                             |
|  | Marcatori | 57’ Karlsson 76’ Gabbiadini |

| Arbitro: | Mohamed El Hadi (Rovereto) |

|           |           |                                   |
| Mason 48’ | Marcatori | 9’, 73’, 92’ Sabatino 48’ Rosucci |

| Arbitro: | Alessandro Nista (La Spezia) |

|                              |           |                                                   |
| Orlandi 9’ Guagni 56’ (rig.) | Marcatori | 13’ Karlsson 34’ Mason 48’ (rig.), 90’ Gabbiadini |

| Arbitro: | Enrico Maggio (Lodi) |

|                                           |           |                        |
| Gabbiadini 18’ (rig.) Mason 45’, 65’, 67’ | Marcatori | 34’ Perobello 73’ Boni |

| Arbitro: | Enrico Tugnoli (Ferrara) |

|  |           |                               |
|  | Marcatori | 7’ Napoli 16’ Mason 73’ Ledri |

| Arbitro: | Ludwig Raus (Brescia) |

|  |           |           |
|  | Marcatori | 91’ Zanon |

| Arbitro: | Giuseppe Zuffada (Sulmona) |

|  |           |           |
|  | Marcatori | 39’ Mason |

| Arbitro: | Claudio Trapani (Merano) |

|                       |           |           |
| Gabbiadini 14’ (rig.) | Marcatori | 84’ Conti |

| Arbitro: | Giuseppe Zuffada (Sulmona) |

|            |           |                                            |
| Pirone 12’ | Marcatori | 8’, 25’, 58’ Napoli 29’ Mason 33’ Karlsson |

| Arbitro: | Nicola Locatelli (Lovere) |

|  |           |             |
|  | Marcatori | 27’ Caccamo |

| Arbitro: | Daniele Perenzoni (Rovereto) |

|                                                        |           |                         |
| Napoli 4’ Mason 22’ (rig.) Gabbiadini 25’ Karlsson 66’ | Marcatori | 63’ Moroni 89’ Ferrario |

| Arbitro: | Matteo Marcenaro (Genova) |

|  |           |                                                                                         |
|  | Marcatori | 3’ (rig.) Mason 23’, 38’ Karlsson 26’, 57’ Napoli 36’ Gelmetti 41’ Gabbiadini Baldo 62’ |

| Arbitro: | Filippo Bonassoli (Bergamo) |

|                     |           |                                    |
| Gabbiadini 35’, 76’ | Marcatori | 7’, 70’ Camporese 23’ Vicchiarello |

#### Girone di ritorno
| Arbitro: | Andrea Casadei (Cesena) |

|                                                             |           |           |
| Ramera 32’ Mason 34’, 54’ Lagonia 48’ Gabbiadini 86’ (rig.) | Marcatori | 19’ Ricco |

| Arbitro: | Federico Fontani (Siena) |

|            |           |                                          |
| Parise 64’ | Marcatori | 19’, 81’ Napoli 57’ Ledri 80’ Gabbiadini |

| Arbitro: | Marco Acampora (Schio) |

|                                    |           |               |
| Napoli 15’ Gelmetti 45’ Ramera 49’ | Marcatori | 33’ Locatelli |

| Arbitro: | Elena Tambini (Como) |

|                               |           |                |
| Rosucci 10’ Sabatino 41’, 53’ | Marcatori | 70’ Gabbiadini |

| Arbitro: | Ludwig Raus (Brescia) |

|                                         |           |  |
| Lagonia 20’ Karlsson 71’ Gabbiadini 75’ | Marcatori |  |

| Arbitro: | Alessandro Maninetti (Lovere) |

|  |           |                                                                   |
|  | Marcatori | 14’, 56’ Toselli 40’, 48’ Gelmetti 54’ Napoli 62’, 72’ Gabbiadini |

| Arbitro: | Davide Pederzolli (Trento) |

|                                                                            |           |  |
| Gabbiadini 3’, 53’ Gelmetti 21’, 77’ Gobbo 55’ (aut.) Baldo 72’ Napoli 85’ | Marcatori |  |

| Arbitro: | Davide Copat (Pordenone) |

|              |           |                                                                |
| Barbieri 19’ | Marcatori | 3’, 17’ Napoli 34’ Gabbiadini 58’ Karlsson 80’ (rig.) Öhrström |

| Arbitro: | Daniele Perenzoni (Rovereto) |

|                                |           |              |
| Gabbiadini 11’, 65’ Napoli 62’ | Marcatori | 92’ Vukčević |

| Arbitro: | Filippo Bonassoli (Bergamo) |

|            |           |  |
| Panico 47’ | Marcatori |  |

| Arbitro: | Raffaele Covili Faggioli (Bologna) |

|                                                                          |           |  |
| Di Criscio 17’ Lagonia 40’, 48’ Gelmetti 58’ Ledri 63’, 85’ Karlsson 78’ | Marcatori |  |

| Arbitro: | Giacomo Pompei Poentini (Pesaro) |

|  |           |                          |
|  | Marcatori | 46’, 54’, 80’ Gabbiadini |

| Arbitro: | Antonio Matteo Scordo (Novara) |

|  |           |                                              |
|  | Marcatori | 32’ Napoli 53’ Lagonia 55’ Toselli 73’ Baldo |

| Arbitro: | Ludwig Raus (Brescia) |

| |           |               |
| Mason 39’, 66’ Salvai 14’ Gabbiadini 20’ (rig.), 22’, 40’, 61’ Karlsson 27’ Gelmetti 62’ Baldo 73’ Öhrström 74’ | Marcatori | 53’ Panicucci |

| Arbitro: | Armando Ongarato (Castelfranco Veneto) |

|                                          |           |                                                |
| Brumana 19’ Bonetti 50’, 52’ Zuliani 88’ | Marcatori | 3’, 73’, 89’ Gabbiadini 28’ Mason 57’ Gelmetti |

### Coppa Italia

#### Primo turno
| Arbitro: | Luca Bonizzato (Verona) |

|  |           | |
|  | Marcatori | 12’, 78’ Gabbiadini 16’, 46’, 53’, 91’ Mason 18’ Toselli 22’ Di Criscio 52’, 72’, 82’ Gelmetti 74’ Karlsson |

| Arbitro: | Marco Acampora (Schio) |

|                                                                                              |           |  |
| Gabbiadini 25’, 69’, 75’ Lagonia 37’, 43’, 51’ Toselli 39’ Karlsson 50’ Napoli 54’ Baldo 57’ | Marcatori |  |

#### Secondo turno
| Arbitro: | Daniele Perenzoni (Rovereto) |

| |           |  |
| Napoli 6’, 23’ Gelmetti 18’, 92’ Ramera 29’ Gabbiadini 36’, 40’ (rig.), 72’ (rig.), 74’ Lagonia 42’, 71’ Toselli 44’ Baldo 78’ Di Criscio 83’ | Marcatori |  |

#### Ottavi di finale
| Arbitro: | Giorgio Lazzaroni (Udine) |

|  |           |                                                        |
|  | Marcatori | 42’ Squizzato 49’, 91’ Mason 62’ Napoli 73’ Gabbiadini |

#### Quarti di finale
| Arbitro: | Nicola Donda (Cormons) |

|                            |           |                            |
| Karlsson 9’ Gabbiadini 48’ | Marcatori | 2’, 33’ Giacinti 24’ Mauri |

## Statistiche

### Statistiche di squadra
| Competizione | Punti | In casa | In casa | In casa | In casa | In casa | In casa | In trasferta | In trasferta | In trasferta | In trasferta | In trasferta | In trasferta | Totale | Totale | Totale | Totale | Totale | Totale | DR   |
| Competizione | Punti | G       | V       | N       | P       | Gf      | Gs      | G            | V            | N            | P            | Gf           | Gs           | G      | V      | N      | P      | Gf     | Gs     | DR   |
| ------------ | ----- | ------- | ------- | ------- | ------- | ------- | ------- | ------------ | ------------ | ------------ | ------------ | ------------ | ------------ | ------ | ------ | ------ | ------ | ------ | ------ | ---- |
| Serie A      | 68    | 15      | 10      | 1       | 4       | 56      | 18      | 15           | 12           | 1            | 2            | 57           | 15           | 30     | 22     | 2      | 6      | 113    | 33     | +80  |
| Coppa Italia | -     | 3       | 2       | 0       | 1       | 26      | 3       | 2            | 2            | 0            | 0            | 17           | 0            | 5      | 4      | 0      | 1      | 43     | 3      | +40  |
| Totale       | -     | 18      | 12      | 1       | 5       | 82      | 21      | 17           | 14           | 1            | 2            | 74           | 15           | 35     | 26     | 2      | 7      | 156    | 36     | +120 |

### Andamento in campionato
| Giornata  | 1 | 2 | 3 | 4 | 5 | 6 | 7 | 8 | 9 | 10 | 11 | 12 | 13 | 14 | 15 | 16 | 17 | 18 | 19 | 20 | 21 | 22 | 23 | 24 | 25 | 26 | 27 | 28 | 29 | 30 |
| --------- | - | - | - | - | - | - | - | - | - | -- | -- | -- | -- | -- | -- | -- | -- | -- | -- | -- | -- | -- | -- | -- | -- | -- | -- | -- | -- | -- |
| Luogo     | T | C | T | C | T | C | T | C | T | C  | T  | C  | C  | T  | C  | C  | T  | C  | T  | C  | T  | C  | T  | C  | T  | C  | T  | T  | C  | T  |
| Risultato | N | V | V | P | V | V | V | P | V | N  | V  | P  | V  | V  | P  | V  | V  | V  | P  | V  | V  | V  | V  | V  | P  | V  | V  | V  | V  | V  |
| Posizione |   |   |   |   |   |   |   |   |   |    |    |    |    |    |    |    |    |    |    |    |    |    |    |    |    |    |    |    |    | 4  |

Legenda:

Luogo: C = Casa; T = Trasferta. Risultato: V = Vittoria; N = Pareggio; P = Sconfitta.

### Statistiche delle giocatrici
| Giocatore     | Serie A  | Serie A | Serie A     | Serie A    | Coppa Italia | Coppa Italia | Coppa Italia | Coppa Italia | Totale   | Totale | Totale      | Totale     |
| Giocatore     | Presenze | Reti    | Ammonizioni | Espulsioni | Presenze     | Reti         | Ammonizioni  | Espulsioni   | Presenze | Reti   | Ammonizioni | Espulsioni |
| ------------- | -------- | ------- | ----------- | ---------- | ------------ | ------------ | ------------ | ------------ | -------- | ------ | ----------- | ---------- |
| S. Arietti    | 2        | 0       | 0           | 0          | 0            | 0            | 0            | 0            | 2        | 0      | 0           | 0          |
| C. Baldo      | 17       | 4       | 0           | 0          | 4            | 0            | ?            | ?            | 21       | 4      | 0+          | 0+         |
| M. Battocchio | 0        | 0       | 0           | 0          | 0            | 0            | 0            | 0            | 0        | 0      | 0           | 0          |
| V. Belfanti   | 23       | 0       | 1           | 0          | 5            | 0            | ?            | ?            | 28       | 0      | 1+          | 0+         |
| P. Bianchi    | 4        | -3      | 0           | 0          | 2            | 0            | ?            | ?            | 6        | -3     | 0+          | 0+         |
| L. Dal Bianco | 0        | 0       | 0           | 0          | 1            | 0            | ?            | ?            | 1        | 0      | 0+          | 0+         |
| A. Dellera    | 1        | 0       | 0           | 0          | 0            | 0            | 0            | 0            | 1        | 0      | 0           | 0          |
| F. Di Criscio | 28       | 1       | 7           | 0          | 5            | 2            | ?            | ?            | 33       | 3      | 7+          | 0+         |
| M. Gabbiadini | 30       | 32      | 2           | 0          | 5            | 11           | ?            | ?            | 35       | 43     | 2+          | 0+         |
| M. Gelmetti   | 25       | 9       | 0           | 0          | 4            | 5            | ?            | ?            | 29       | 14     | 0+          | 0+         |
| M. Karlsson   | 30       | 10      | 1           | 0          | 5            | 3            | ?            | ?            | 35       | 13     | 1+          | 0+         |
| A. Lagonia    | 30       | 5       | 1           | 0          | 5            | 5            | ?            | ?            | 35       | 10     | 1+          | 0+         |
| M. Ledri      | 28       | 4       | 5           | 0          | 5            | 0            | ?            | ?            | 33       | 4      | 5+          | 0+         |
| D. Marconi    | 14       | 0       | 0           | 0          | 3            | 0            | ?            | ?            | 17       | 0      | 0+          | 0+         |
| M. Mason      | 23       | 22      | 1           | 0          | 3            | 6            | ?            | ?            | 26       | 28     | 1+          | 0+         |
| S. Monese     | 1        | 0       | 0           | 0          | 1            | 0            | 0            | 0            | 2        | 0      | 0           | 0          |
| V. Napoli     | 30       | 17      | 0           | 0          | 5            | 4            | ?            | ?            | 35       | 21     | 0+          | 0+         |
| S. Öhrström   | 29       | -30     | 0           | 0          | 3            | -3           | ?            | ?            | 32       | -33    | 0+          | 0+         |
| N. Ramera     | 15       | 2       | 2           | 1          | 3            | 1            | ?            | ?            | 18       | 3      | 2+          | 1+         |
| C. Salvai     | 16       | 1       | 0           | 0          | 1            | 1            | ?            | ?            | 17       | 2      | 0+          | 0+         |
| C. Squizzato  | 28       | 0       | 0           | 0          | 4            | 1            | ?            | ?            | 32       | 1      | 0+          | 0+         |
| S. Toselli    | 27       | 3       | 1           | 0          | 5            | 3            | ?            | ?            | 32       | 6      | 1+          | 0+         |